# SS501 (음반)
《SS501》은 SS501의 첫 번째  일본 정규 앨범이다. 데뷔 싱글 'Kokoro'과 2nd 싱글 'Distance~君とのキョリ이  포함되었다.

## 수록곡
1. Live!
2. Distance~君とのキョリ (너와의 거리)
3. 4Chance(Watch Game)
4. ホンとに好きだった (정말 좋아했어)
5. No Exit Days
6. Again(Again 일본어ver.)
7. Boundless
8. Butterfly
9. Always And Forever
10. サンセット (선셋)
11. Kokoro